# Fünfeichen (Schlaubetal)
Fünfeichen (niedersorbisch Pěś Dubow) ist seit dem 26. Oktober 2003 ein Ortsteil der Gemeinde Schlaubetal südöstlich von Berlin im Landkreis Oder-Spree in Brandenburg.

## Geografie
Fünfeichen liegt im Naturpark Schlaubetal, etwa sieben Kilometer westlich von Eisenhüttenstadt und zehn Kilometer Luftlinie von der Grenze zu Polen entfernt. Umliegende Ortschaften sind die zur Gemeinde Siehdichum gehörenden Ortsteile Rießen im Norden und Pohlitz im Nordosten, die Eisenhüttenstädter Ortsteile Schönfließ im Osten und Diehlo im Südosten, Kieselwitz im Südwesten, Bremsdorf im Westen sowie das wiederum zu Siehdichum gehörende Schernsdorf im Nordwesten.
Fünfeichen liegt an der Bundesstraße 246. In der Nähe des Dorfes entspringen die Quellfließe Schwarzackerfließ, Stegefließ und Kuthfließ.

## Geschichte
In einer Urkunde vom 16. November 1329, welche die Fischereirechte im Schervenzsee regulierten sollte, findet sich erstmals Fünfeychen. Aus späteren Jahren sind für den Ortsnamen noch die Schreibweisen Fümfeichen, Fünffeychen und Fünff Eichen überliefert.
Zu damaliger Zeit wurde bereits eine Kirche, ein schlichter Feldsteinbau, erwähnt. Mit dem Verkauf des Dorfes war es von 1364 bis 1817 im Besitz des Klosters Neuzelle. Im Jahr 1426 gab es 14 Bauern und 18 Kossäten im Dorf und zu dieser Zeit gab es bereits eine Mühle am Pohlitzer Mühlenfließ. Von 1631 bis 1634 wütete die Pest in der Region. Dann begann die Bevölkerungszahl wieder zu steigen, so dass im 18. Jahrhundert die Kirche um einen Anbau auf der Südseite erweitert werden musste. 1856 ist die katholische Kirche Fünfeichen Mutterkirche zu Neuzelle.
Als etwa 1858 die „Grube Präsident“ bei Schönfließ mit dem Abbau der Braunkohle begann, konnten viele der bis dahin von Land- und Forstwirtschaft lebenden Bewohner Bergarbeiter werden. Das hob den Wohlstand des Dorfes, besonders, nachdem 1906 in Finkenheerd und ab 1922 in der „Grube Puck“ bei Rießen ebenfalls der Abbau begann. Um 1870 wurde der ehemalige Mühlenstandort zur Försterei, heutiger Wohnplatz des Amtes Schlaubetal Försterei Schierenberg, und das Korn wurde ab 1882 in einer Holländerwindmühle in Fünfeichen gemahlen, im Ort gibt es 80 Häuser und 670 Einwohner. Durch die Ortsgröße bekam Fünfeichen 1889 eine offizielle Poststelle, 1891 erfolgte der Straßenbau von Fürstenberg bis Fünfeichen, 1893 wurde die Post auch Telegrafenamt. Durch die Kohle und die damit verbundene Stromerzeugung hat seit 1922 ganz Fünfeichen elektrischen Strom.
Nach dem Zweiten Weltkrieg, ab 1950 sind die wichtigsten Arbeitgeber der Region das Eisenhüttenkombinat Ost (EKO) und das Bau- und Montagekombinat (BMK) Ost. Der Ort erhielt 1958 eine eigene Schule und 1960 wurde die LPG „Vereinte Kraft“ gegründet.

## Kultur

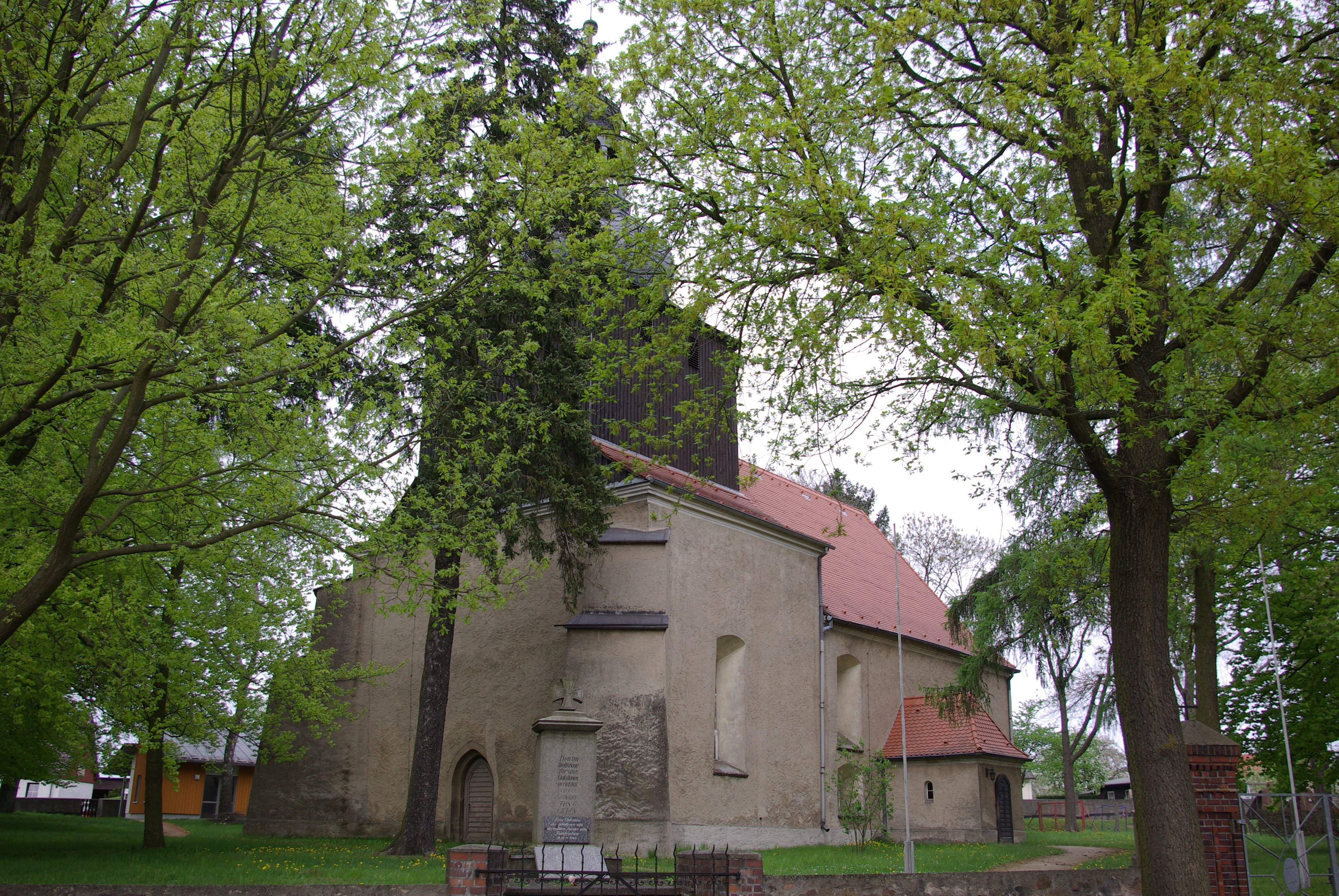
Kirche aus dem 15. Jahrhundert

Die Kirche konnte 1880 eine Orgel mit elf Registern ihr Eigen nennen. 1881 wurde vermerkt: mit 14 Registern, Orgelbauer: Johann Friedrich II. Gast & Sohn aus Fürstenberg (Oder). Das Ende des 20. Jahrhunderts völlig verwahrloste Instrument konnte dank lokalen Engagements von der Müllroser Orgelbaufirma Sauer neu aufgebaut werden. Kirchenmitglieder und nichtkirchliche Fünfeichener spendeten mehrere zehntausend Euro und auch die Stiftung Orgelklang steuerte Mittel bei. Nach der umfangreichen Restaurierung hat die spätromantische, ästhetisch und klanglich schöne Orgel etwa 600 Pfeifen, 11 Register und 2 Manuale. Sie wurde 2017 von der Stiftung Orgelklang im Juni zur Orgel des Monats und 2018 unter zwölf im vorangegangenen Jahr von der Stiftung geförderten Instrumenten aus dem gesamten Bundesgebiet zur Orgel des Jahres gewählt.

## Wirtschaft und Infrastruktur

### Tourismus
Touristen finden im Schlaubetal umfängliche Möglichkeiten zum Wandern, Besuch von Museen und historischen Mühlen. Das Kloster Neuzelle ist leicht zu erreichen.

### Bildung
Eine Grundschule für Kinder aus Fünfeichen, Kieselwitz, Bremsdorf, Grunow-Dammendorf, Pohlitz, Rießen, Schernsdorf, Eisenhüttenstadt und Möbiskruge, weiterführende Schulen gibt es in Müllrose und Eisenhüttenstadt.
Eine Kindertagesstätte in der Förstereistraße.

### Verkehr
Fünfeichen liegt an der Bundesstraße 246 zwischen Beeskow und Eisenhüttenstadt.
Der öffentliche Personennahverkehr wird unter anderem durch den PlusBus des Verkehrsverbund Berlin-Brandenburg erbracht. Folgende Verbindung führt, betrieben von der Busverkehr Oder-Spree, durch Fünfeichen:
- Linie 400: Beeskow ↔ Grunow ↔ Schlaubetal ↔ Fünfeichen ↔ Eisenhüttenstadt

## Politik

### Bürgermeister
- Siegmund Vogelsänger (2003–2008)
- Monika Senzel (2008–2023)
- Thomas Dittrich (seit 2023)